# Pexicopiinae
A Pexicopiinae (magyar neve nincs) a valódi lepkék (Glossata) alrendjébe tartozó sarlós ajkú molyfélék (Gelechiidea) családjának egyik alcsaládja. Egyes rendszerek ezt a taxont nem alcsaládnak csak nemzetségnek tekintik; mi a FUNET (2013) és Pastorális (2011) nyomán alcsaládként tárgyaljuk.

## Elterjedésük, fajaik
A fajok többsége trópusi, de több európai is akad köztük. Magyarországon négy nemének egy-egy faja él; ezek közül hármatt „sarlósmolynak”, egyet „gabonamolynak” nevezünk.

## A magyarországi fajok
- mályvalevél-sarlósmoly (Pexicopia malvella Hb., 1805) — Magyarországon közönséges (Fazekas, 2001; Buschmann, 2003; Pastorális, 2011; Pastorális & Szeőke, 2011);
- sárgásszürke sarlósmoly (Platyedra subcinerea, P. vilella Haworth, 1828)  — Magyarországon közönséges (Fazekas, 2001; Buschmann, 2003; Pastorális, 2011;);
- mezei gabonamoly (Sitotroga cerealella Olivier, 1789) — Magyarországon közönséges (Fazekas, 2001; Buschmann, 2003; Mészáros, 2005; Pastorális, 2011; Pastorális & Szeőke, 2011);
- szurokfű-sarlósmoly (Thiotricha subocellea Stephens, 1834) — Magyarországon többfelé előfordul (Pastorális, 2011 Pastorális & Szeőke, 2011)